# وزارة التوظيف والمهارات والشركات الصغيرة والعائلية
كانت وزارة التوظيف والمهارات والشركات الصغيرة والعائلية الأسترالية وزارة قصيرة الأجل تابعة للحكومة الأسترالية كانت مستحدثةفي الفترة بين عامي 2019 وعام 2020، مكلفة بمسؤولية التوظيف وخدمات التوظيف وسوق العمل والشركات الصغيرة وإلغاء القيود التنظيمية. تأسست الوزارة في 29 مايو 2019 وأبلغت وزير التوظيف والمهارات والشركات الصغيرة والعائلية، السيناتور المحترمة ميكايليا كاش. وكان رئيس الوزارة هو سكرتير وزارة الوظائف والشركات الصغيرة السابقة، كيري هارتلاند.
بعض الالتزامات الانتخابية لحكومة موريسون والتي أشرفت الوزارة على تنفيذها، بعد انتخابات عام 2019، شملت إنشاء 1.25 مليون وظيفة، و250 ألف شركة صغيرة جديدة، و80 ألف فرصة تدريب مهني على مدى 5 سنوات.
تم دمج الوزارة، باستثناء وظائفها المتعلقة بالمشاريع الصغيرة، مع وزارة التعليم لتشكيل وزارة التعليم والمهارات والتوظيف في 1 فبراير 2020. وقد استوعبت وزارة الصناعة والعلوم والطاقة والموارد الجديدة وظائف المشاريع الصغيرة التابعة للوزارة. وقد أُقيل الوزير هارتلاند نتيجةً للتغييرات الإدارية.

## روابط خارجية
- موقع وزارة العمل والمهارات والشركات الصغيرة والعائلية